# Duvernay (Laval)
Duvernay est un quartier de l'est de Laval, au Québec. Il est délimité au nord par Auteuil, au nord et à l'est par Saint-François, au sud par Saint-Vincent-de-Paul et par la rivière des Prairies et à l'ouest par Pont-Viau, Chomedey et Vimont. Il s'agit du plus grand quartier de Laval en termes de superficie. 
Fondée en 1740, constituée en municipalité en 1855 puis fusionnée aux autres villes de l'île Jésus pour former Laval en 1965, il s'agit de l'une des quatre municipalités d'origine de la région de Laval. 

## Toponymie
Le quartier a été nommé en l’honneur de Ludger Duvernay, imprimeur, journaliste et homme politique du Bas-Canada. Le nom du quartier est officialisé le 12 mai 1968.

## Géographie
Le quartier Duvernay se situe dans l'est de la ville de Laval, au Québec. Il entoure le quartier Saint-Vincent-de-Paul et est délimité au nord par Auteuil, au nord et à l'est par Saint-François, au sud par Saint-Vincent-de-Paul et par la rivière des Prairies et à l'ouest par Pont-Viau, Chomedey et Vimont. Parmi les 14 quartiers lavallois, Duvernay est le plus grand quartier en termes de superficie, et ce, avant même Saint-François.

### Limites du quartier
Plus précisément, il est délimité à l'est par la ligne arrière des lots situés sur les rues de l'Harmonie, de l'Arc-en-Ciel et du Bonheur, au nord par une ligne de forme irrégulière au nord du boulevard Marcel-Villeneuve se terminant légèrement à l'est de l'intersection du boulevard Sainte-Marie et de l'avenue des Perron. À partir de l'intersection de la montée Saint-François et de l'avenue des Perron, la limite nord du quartier forme une ligne irrégulière en territoire agricole jusqu'un peu à l'ouest de l'avenue Papineau (route 335) près de la rue de Monte-Carlo. Longeant tantôt l'autoroute Papineau, tantôt une ligne irrégulière un peu à l'ouest de celle-ci, la limite à partir de l'intersection de la rue de Lierre et de la rue Notre-Dame-de-Fatima suit cette dernière rue jusqu'à la rivière des Prairies. 
Sa limite avec Saint-Vincent-de-Paul, qui forme quelque peu une enclave de Duvernay, débute à la rivière des Prairies et est délimitée par la ligne arrière des lots situés sur les rues Joly et de Montpellier, le croissant Kénogami et la place Rivard. Elle se poursuit vers l'est en une ligne irrégulière située au sud du ruisseau La Pinière et de l'autoroute Jean-Noël-Lavoie puis pique vers le sud jusqu'à la rivière des Prairies, formant une ligne droite située à l'ouest de la rue Bernard-Lefebvre et de la rue de Limoges.

### Secteurs
Le quartier Duvernay est divisé en trois parties : Duvernay-Ouest, Duvernay-Nord et Duvernay-Est.
Comme son nom l'indique Duvernay-Ouest se situe entre les quartiers Pont-Viau et Saint-Vincent-de-Paul au sud de l'autoroute Laval (440). Ce secteur est aussi connu sous le nom de Val-des-Arbres.
Comme son nom l'indique Duvernay-Nord se situe au nord de Saint-Vincent-de-Paul et de l'autoroute Laval (440). Il est entouré par les quartiers Auteuil, Vimont et Saint-François. Une partie récemment construite de ce secteur est aussi connue sous le nom de Val-des-Brises. Une grande partie de ce secteur fait toutefois partie d'une zone agricole permanente aux abords des rangs Saint-Elzéar et du Haut-Saint-François où plusieurs producteurs de fruits et légumes sont actifs.
Comme son nom l'indique Duvernay-Est se situe à l'est du quartier, soit à l'est de Saint-Vincent-de-Paul et à l'ouest du quartier Saint-François. Ce secteur est aussi connu sous le nom Val-des-Ruisseaux et Arèsville. Le secteur à dominance agricole est en proie à un important développement domiciliaire depuis l'inauguration en 2011 du pont Olivier-Charbonneau.

## Histoire

### Genèse et partition du territoire
Duvernay est l'une des quatre municipalités d'origine de l'île Jésus. Portant originellement le nom de municipalité de paroisse de Saint-Vincent-de-Paul, elle est fondée en 1740 et constituée en municipalité en 1855. Il s'agit à l'origine d'une municipalité rurale, à l'exception de deux noyaux villageois situés en bordure de la rivière des Prairies, le premier, Pont-Viau, est situé à l'extrême sud-ouest de son territoire et le deuxième, Saint-Vincent-de-Paul, est situé en son plein centre-sud.
Au fil du temps, le territoire de la municipalité est graduellement réduit. En 1904, une partie située au nord-ouest est retranchée du territoire afin d'être intégrée à la paroisse de Saint-Elzéar. En 1926, le village de Pont-Viau est constitué en municipalité après des démarches entreprises par la population du secteur. La paroisse s'articulera et se développera donc autour du village de Saint-Vincent-de-Paul où sont situées notamment des institutions régionales d'importance, telles que le Collège Laval et le pénitencier Saint-Vincent-de-Paul. Les infrastructures municipales se développent particulièrement durant les années 1930 et 1940.

### Séparation du village et de la paroisse
À la fin des années 1940, la population rurale exprime de plus en plus son mécontentement quant aux dépenses occasionnées par le développement d'infrastructures dans le village. Ils entament les démarches afin que le village soit constitué sous une municipalité indépendante du reste de la paroisse. 
La démarche aboutit en 1952, le village de Saint-Vincent-de-Paul devient une municipalité indépendante sous le nom de « municipalité de village de Saint-Vincent-de-Paul ». Dépourvu de son dernier centre urbain, le territoire de la municipalité de paroisse de Saint-Vincent-de-Paul devient alors presque entièrement rural et doit continuer d'utiliser l'hôtel de ville du village durant quelques années.  

### Naissance de la municipalité de banlieue
L'urbanisation débute rapidement grâce à une réglementation d'urbanisme adoptée en 1953 qui prévoit l'établissement d'une zone résidentielle, nommée Hauterive, dans le sud-ouest de la municipalité près de Pont-Viau. La possibilité de construire des maisons d'été sera éventuellement de plus en plus limitée. En 1956, une réglementation est adoptée afin de faire de tout le territoire au sud du chemin de fer du Canadien Pacifique un secteur résidentiel. Cependant, ce ne sera que le secteur sud-ouest de la municipalité entre Pont-Viau et Saint-Vincent-de-Paul qui sera développé, telle une banlieue québécoise typique des années 1950.  
La municipalité de village et la municipalité de paroisse de Saint-Vincent-de-Paul coexistent avec leurs dénominations homonymes jusqu'au 16 novembre 1957, date où la municipalité de paroisse de Duvernay. Le 6 février 1958, elle devient la ville de Duvernay puis la cité de Duvernay, le 27 juin 1962.  
Durant les années 1960, la ville se dotera d'un garage municipal, d'une usine d’épuration et d'un hôtel de ville. Lorsqu'elle est fusionnée aux autres villes de l'île Jésus pour former Laval en 1965, la cité de Duvernay n'est urbanisée que sur 12 % de son territoire, le reste demeurant rural.  
Encore, au tournant des années 2000, le territoire de Duvernay comporte de larges terres agricoles.  

## Transport

### Réseau routier provincial
Le quartier est traversé d'ouest en est par l'autoroute Laval (440), du nord au sud par l'autoroute Papineau (19) et l'autoroute 25. Une autre voie autoroutière traverse le quartier du nord au sud, bien qu'elle soit officiellement considérée comme une route, il s'agit du boulevard Pie-IX (route 125).

### Transport en commun
En termes de transport en commun, le quartier est desservi principalement par les circuits d'autobus de la Société de transport de Laval (STL). Les circuits desservant le quartier sont le 22, 42, 48, 50, 52, 58, 70, 222, 252 et 925 ainsi que le taxibus T07.

## Éducation
Le Centre de services scolaire de Laval (anciennement la Commission scolaire de Laval) est responsable des écoles publiques francophones sur le territoire de Duvernay :
- École secondaire Leblanc[5]
- École primaire Des Ormeaux[6]
- École primaire J.-Jean-Joubert[7]
- École primaire Notre-Dame-du-Sourire[8]
- École primaire Val-des-Arbres[9]
- École primaire de Val-des-Ruisseaux[10]
- Institut de protection contre les incendies du Québec (IPIQ)

La Commission scolaire Sir-Wilfrid-Laurier (CSSWL) administre quant à elle les écoles publiques anglophones :
- École primaire Genesis[11]
- École primaire Jules-Verne[12]
- École primaire Saint-Paul[13]
  - En 2017, l'école compte 430 élèves[14].

L'Académie Junior Laval et l'Académie Senior Laval (en), de niveau secondaire, desservent également Duvernay, bien qu'elles soient situées à Chomedey.
Dans le passé, la CSSWL avait son siège social à Duvernay.